# Il risolutore (serie televisiva)
Il risolutore (The Finder) è stata una serie televisiva statunitense prodotta nel 2012. Creata da Hart Hanson, è uno spin-off di Bones.
La serie è stata trasmessa in prima visione assoluta negli Stati Uniti da Fox dal 12 gennaio 2012; la stessa Fox ne ha annunciato la cancellazione il 9 maggio 2012 al termine della prima stagione. In Italia è stata trasmessa in prima visione satellitare da Fox dal 5 settembre 2012.

## Trama
Protagonisti della serie sono Walter Sherman, un ex militare, e Leo Knox. Il primo è un veterano della guerra in Iraq che ha la grande abilità di riuscire a ritrovare gli oggetti persi dalla gente, mentre il secondo è un avvocato vedovo dai metodi investigativi poco ortodossi.

## Episodi
| Stagione       | Episodi | Prima TV USA | Prima TV Italia |
| -------------- | ------- | ------------ | --------------- |
| Prima stagione | 13      | 2012         | 2012            |

## Personaggi e interpreti

### Personaggi principali
- Walter Sherman (stagione 1), interpretato da Geoff Stults, doppiato da Massimo Bitossi.
È un ex maggiore dell'esercito, congedato dopo una ferita alla testa. Ha aperto con Leo il locale "Ai confini della terra" e Leo è sia il suo avvocato che il suo amministratore, nonché il suo migliore amico e vicino di casa (anzi, di roulotte). Vive in una roulotte vicino al locale. La sua specialità è riuscire a trovare qualsiasi oggetto o persona con ragionamenti e metodi poco ortodossi e di non fermarsi finché non ha trovato ciò che cerca. Non si fida delle banche e ha una strana cassaforte piena di oggetti preziosi e ricordi dei suoi casi. Ha una relazione aperta con Isabel. Ha in simpatia Willa e a volte si fa aiutare da lei per le sue doti di ladra, cosa che Leo disapprova.
- Leo Knox (stagione 1), interpretato da Michael Clarke Duncan, doppiato da Massimo Corvo.
È il migliore amico di Walter e proprietario del locale. Si occupa del lato economico dell'attività investigativa di Walter. È un avvocato ma non esercita più la professione, perché quando ha perso moglie e figlia in modo tragico, ha cambiato radicalmente vita. Si interessa di giovani sbandati che gli segnala il dipartimento minori per riportarli sulla retta via, così gli viene affidata Willa, a cui si affeziona come fosse sua figlia. È un uomo calmo e riflessivo nonostante la mole e l'aspetto. Uno dei suoi modi caratteristici è di elencate i codici di legge e relativa pena prevista mentre Walter li sta infrangendo.
- Isabel Zambada (stagione 1), interpretata da Mercedes Mason, doppiata da Daniela Calò.
È un'agente dell'FBI amica di Walter, lo aiuta spesso nelle sue indagini. I due hanno una specie di relazione aperta, lei vuole fare carriera e sogna la Casa Bianca e non vuole farsi coinvolgere troppo in una relazione. Si scontra spesso con Willa, che non la prende mai sul serio.
- Willa Monday (stagione 1), interpretata da Maddie Hasson, doppiata da Letizia Ciampa.
È una ragazza zingara che è stata affidata a Leo dopo diversi furti e piccole truffe informatiche. Lavora nel locale di Leo e inizialmente non si fida di nessuno ma poi si affeziona a Leo e aiuta lui e Walter nelle indagini. È sarcastica e molto furba. Subisce molto l'influenza della sua cultura e del capofamiglia, lo zio Shavrack. È molto legata a suo "cugino" Timo, suo amico d'infanzia, e suo promesso sposo. Lei e Timo cercano di rompere il fidanzamento ma lo zio non lo permette.

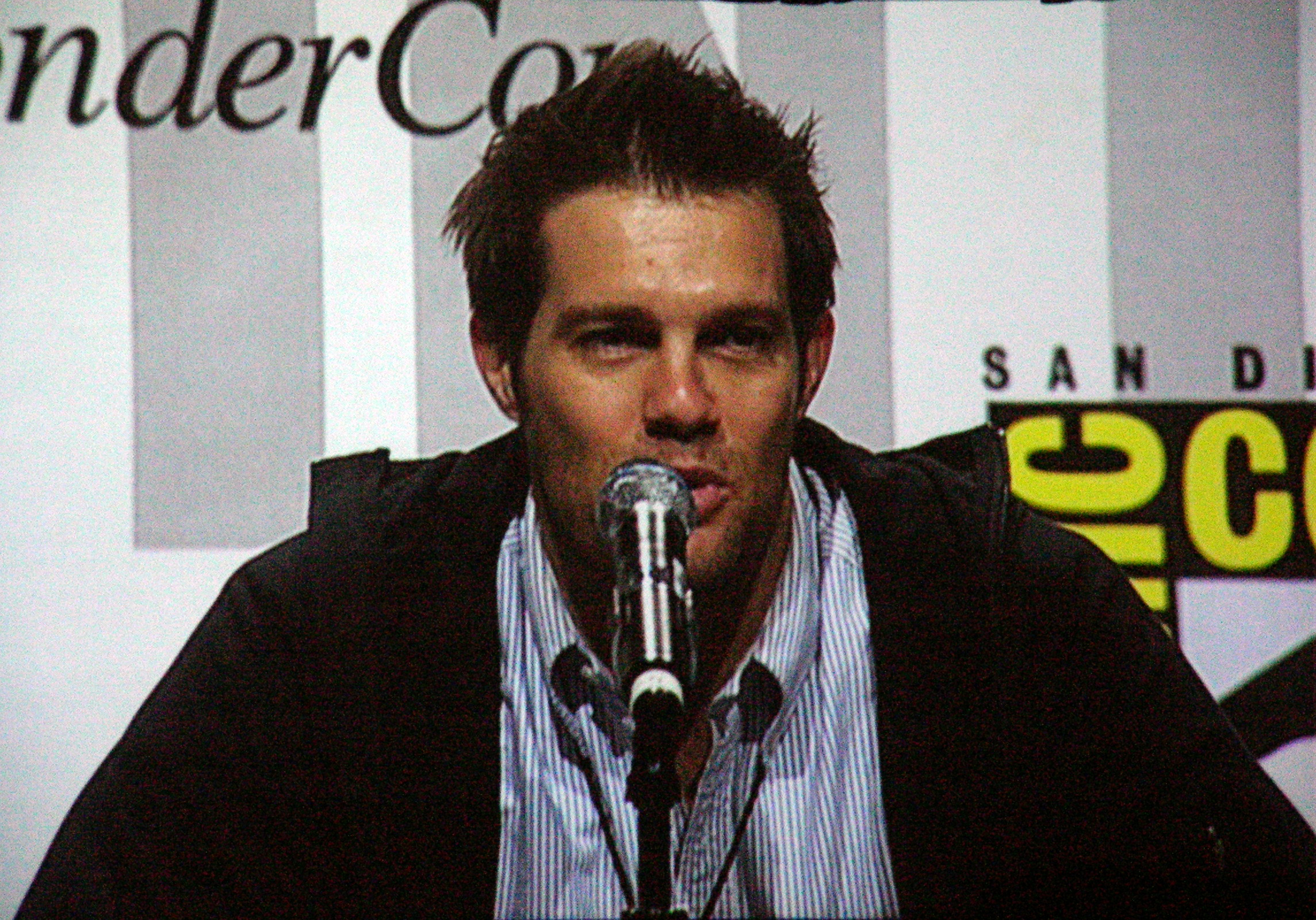
Geoff Stults interpreta Walter Sherman
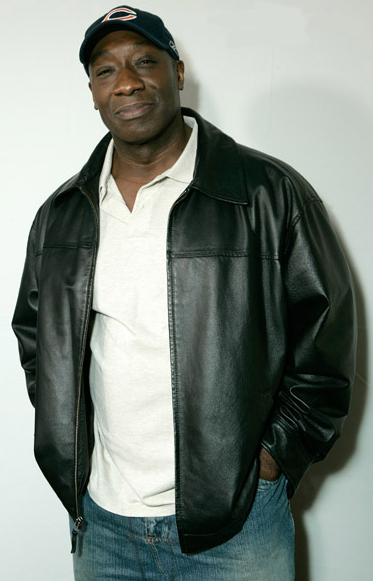
Michael Clarke Duncan interpreta Leo Knox
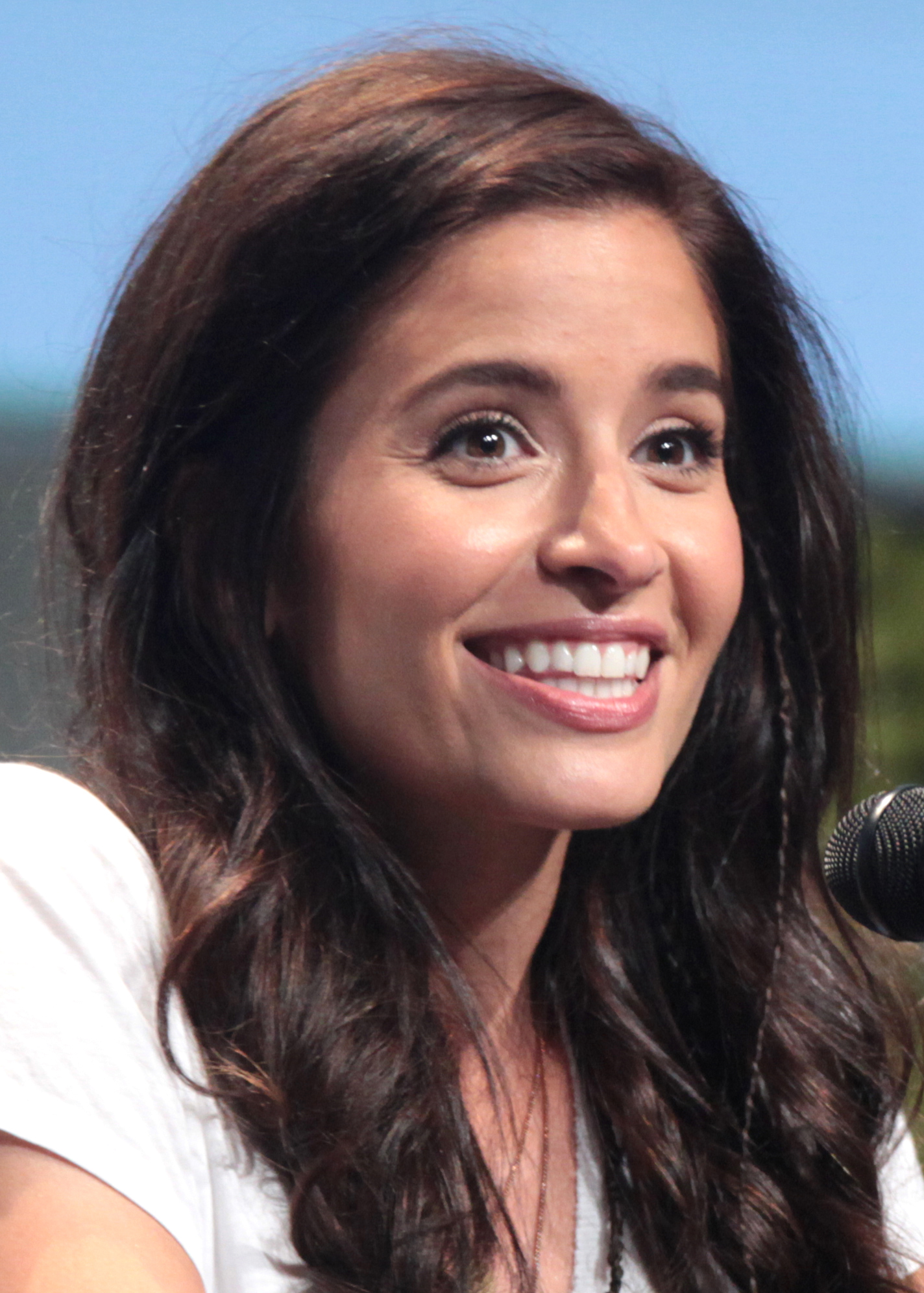
Mercedes Mason interpreta Isabel Zambada

### Personaggi secondari
- Timo Proud (stagione 1), interpretato da Toby Hemingway.
È un ragazzo zingaro, chiamato "cugino" da Willa anche se la loro parentela è molto alla lontana; anzi è il suo promesso sposo. Vuole molto bene a Willa, che conosce fin dall'infanzia ma vorrebbe annullare il matrimonio combinato per sposare la ragazza che ama. Nonostante abbia pagato il capofamiglia, zio Shavrak, questi non consente a sciogliere il fidanzamento per rimarcare l'obbedienza alle tradizioni.

## Produzione
Nell'ottobre del 2010 è iniziata a circolare la voce secondo cui Fox e Hart Hanson stessero pensando alla creazione di uno spin-off di Bones incentrato sul personaggio di Walter Sherman (già protagonista dei romanzi di Richard Greener), un reduce della guerra in Iraq ora investigatore privato. Sherman è introdotto come un vecchio collega d'armi di Seeley Booth: i due, conosciutisi proprio in Iraq, non sono mai andati molto d'accordo, ma ora si ritrovano costretti a lavorare assieme in alcune indagini.
Nel gennaio del 2011 è stata confermata la realizzazione di un backdoor pilot, presente all'interno della sesta stagione di Bones, per testare le possibilità dello spin-off, ed è stato ufficializzato l'ingaggio di Michael Clarke Duncan per il ruolo di Leo, collega di Sherman. Il 29 gennaio 2011 è stato scelto l'attore Geoff Stults (già in Settimo cielo, October Road e Happy Town) per impersonare Walter Sherman nel backdoor pilot. Lo spin-off ha subito avuto come titolo (all'inizio provvisorio) The Finder (che è anche il titolo originale dell'episodio pilota presente all'interno di Bones). Nel febbraio 2011 anche l'attrice Saffron Burrows è stata scelta per prendere parte al backdoor pilot.
Il backdoor pilot (La mappa del tesoro) è andato in onda in prima visione negli Stati Uniti il 21 aprile 2011. A seguito della visione la produzione e i fan di Bones non sono rimasti soddisfatti della prova della Burrows, così il personaggio è stato eliminato dallo show, ed il ruolo di protagonista femminile di The Finder è stato affidato a Mercedes Masohn.
La serie è stata ufficialmente cancellata dalla Fox il 9 maggio 2012, al termine dell'unica stagione prodotta.